# Alexander ALX100

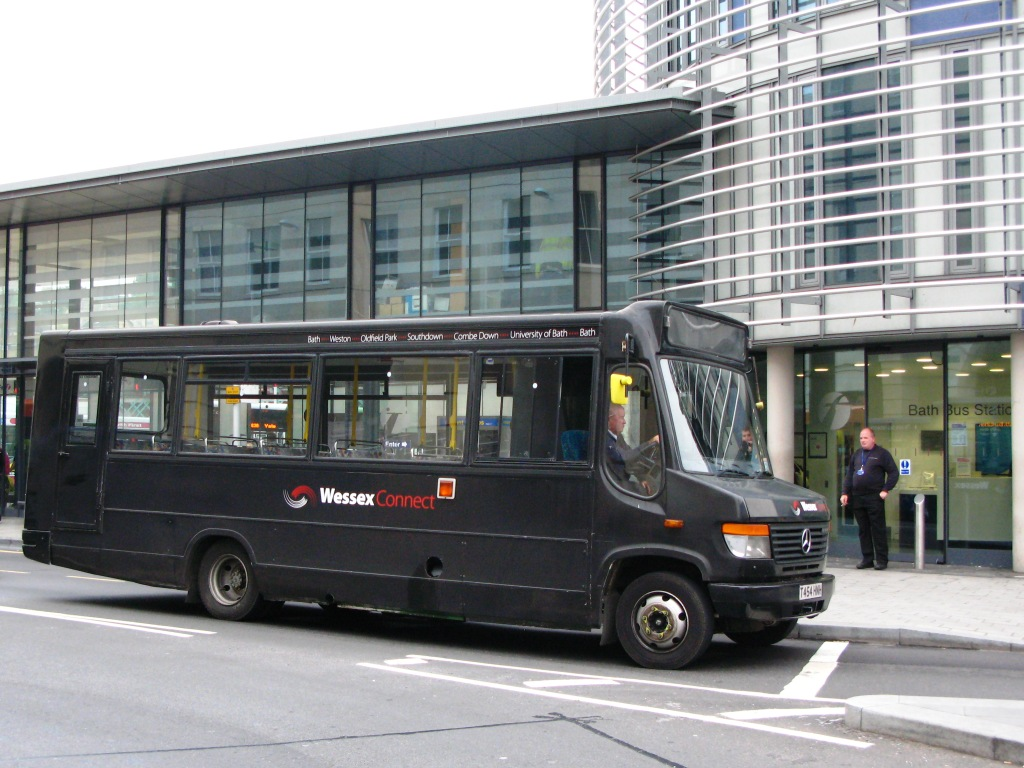
Bath Wessex Connect

Alexander ALX100 — коммерческий автобус малой вместимости производства Walter Alexander Coachbuilders, предназначенный для эксплуатации в странах с левосторонним движением.

## История
Производство автобуса Alexander ALX100 было начато в 1997 году на шасси немецкой модели Mercedes-Benz Vario. Этот автобус пришёл на смену автобусу Leven Valley на шасси Mercedes-Benz T2 709D.
В отличие от предшественника, кузов взят от модели Plaxton Beaver 2.
Производство завершилось в 1999 году.